# المشقاص
المشقاص اسمٌ لإقليم المناطق الساحلية من محافظة حضرموت بجنوب اليمن، الممتد على ساحل البحر من حفر الطين بمنطقة دفيقة بمديرية الشحر إلى دمخ حساي التي تقع بمحاذاة مديرية سيحوت بمحافظة المهرة كما حددتها وثائق قبائل الحموم التي ذكرها المؤرخ محمد عبد القادر بامطرف في كتابه (الشهداء السبعة)، وتعتبر الشحر منطقة وسطية بين منطقتي المشقاص والمعراب التي تقع غرب الشحر.

## التسمية
تعني كلمة المشقاص بكسر الميم وسكون الشين «بائع اللحم» كما يعرفها اللغوين، ويفسر الجغرافيون والمؤرخون المشقاص بأنه «طرف المدية» أي الخنجر، ويعرف المشقاصيون أنفسهم ومن يقطن حواليهم أنهم جهة الشرق، فقد ذكر المؤرخ عبد الرحمن الملاحي بأنها تعني الشرق في اللغة الحميرية القديمة.

## تاريخ
يرتبط تاريخ المشقاص بتاريخ حضرموت واليمن وشبه الجزيرة العربية، وكانت على مدى العصور جزء من العالم العربي، وتناوب على حكمها العديد من الحكام، يظل أشهرهم الحكم الفارسي في القرن السادس الميلادي، إذ استنجد الملك سيف بن ذي يزن بكسرى الأول لطرد الأحباش من اليمن عام 570م، وسميت تلك المنطقة برأس المرزبان، وهو لفظ فارسي يعني (رأس الإمارة) فأصبحت مقراً لأميرهم، وهي تسمى اليوم برأس باغشوة.